# 基切人
基切人（直译：「多树」，發音：[kʼi ˈtʃeʔ]）是美洲原住民族，主要分布在危地马拉，为玛雅人的一支。使用基切语。
纳瓦特尔人称基切人为夸乌特马尔兰人（Cuauhtēmallān，多树之地）——这其实是现代国家危地马拉国名的词源。1992年诺贝尔和平奖得主里戈韦塔·门楚是基切人。

## 历史
基切人在前哥伦布时期居住于危地马拉高地，为玛雅文明的一部分。基切人曾在玛雅文明史中的后古典期建立基切王国，一度成为地区性的强权。

## 人口
根据危地马拉2011年人口普查的结果，该国共有168万基切人，占总人口的11%，是主要的原住民族。大部分基切人仍然居住在本民族的故土危地马拉高地。危地马拉的基切省共有62.2万基切人，占该省人口的65.1%；托托尼卡潘省的基切人有45.3万，占比达到了95.9%；克萨尔特南戈省有20.5万，占25.9%；索洛拉省有15.2万，占35.3%。

## 经济
基切人主要从事农业和家庭手工业，种植咖啡，有着发达的纺织业、制陶业和木工业。许多居民仍然居住在危地马拉高地的村落，住房为有篱笆的茅草屋。

## 文化
基切人在16世纪创作了美洲原住民文学史上的杰作《波波尔·乌》。《波波尔·乌》描述了基切人的社会、文化和宗教神话，也是后世研究玛雅文化的重要文献。

## 书目
- Carmack, Robert M. . Berkeley and Los Angeles: University of California Press. 1973. ISBN 0-520-01963-6. OCLC 649816.
- Carmack, Robert M. . Civilization of the American Indian series, no. 155. Norman: University of Oklahoma Press. 1981. ISBN 0-8061-1546-7. OCLC 6555814.
- Coe, Michael D. . Ancient peoples and places series 6th edition, fully revised and expanded. London and New York: Thames & Hudson（英语：Thames & Hudson）. 1999. ISBN 0-500-28066-5. OCLC 59432778.